# あゝモンテンルパの夜は更けて
あゝモンテンルパの夜は更けて（ああモンテンルパのよはふけて）は、渡辺はま子、宇都美清がデュエットしてヒットした流行歌で、1952年（昭和27年）9月、ビクターレコードから発売された。
作詞：代田銀太郎、作曲：伊藤正康、歌唱：渡辺はま子、宇都美清

## 曲誕生まで
1952年（昭和27年）1月、歌手の渡辺はま子は、来日したフィリピンの国会議員ピオ・デュランから衝撃的な事実を知らされた。同国モンテンルパ市のニュー・ビリビッド刑務所には、多数の元日本軍兵士が収監されており、すでに14人が処刑されたと聞かされた。第二次世界大戦後7年も経つのに、なお刑を受刑し続け、中には死刑を待つだけの人達も居ると聞いた彼女は、銀座の鳩居堂から香を同刑務所宛に送った。
1952年6月、神奈川県鎌倉市にあった渡辺はま子の自宅に、一通の封書が届けられた。その封書の中には、楽譜と短い手紙が入っており、その楽譜の題名には「モンテンルパの歌」作詞代田銀太郎、作曲伊藤正康と書いてあった。代田は、元フィリピン憲兵隊少尉。伊藤は、元大日本帝国陸軍将校。二人はニュー・ビリビッド刑務所で、戦争犯罪者としてマニラ軍事裁判で死刑判決を受けていた人物であった。「モンテンルパの歌」は、刑務所で収容されていた日本人111名の、日本への望郷の念を込めた曲であった。
封書を受け取った渡辺は、早速歌をビクターレコードに持ち込み、ほとんど修正無しで吹き込んだ。題名には色を付けられ『あゝモンテンルパの夜は更けて』と名付けられた。
渡辺と宇都美が歌った『あゝモンテンルパの夜は更けて』のレコードは、20万枚を売り上げたヒット曲となった。
『あゝモンテンルパの夜は更けて』が大ヒットしていた1952年（昭和27年）12月25日、渡辺はニュー・ビリビッド刑務所を訪れた。吹き込み以来、刑務所慰問の決意を固めていた渡辺が、国交が無いフィリピン政府に対し、戦犯慰問の渡航を嘆願し続けて半年後の事だった。渡辺来訪時、代田銀太郎と伊藤正康は開演前に対面し、歌を作ってもらった事に対し礼を述べた。
慰問のステージは、ドレス姿の渡辺が「蘇州夜曲」などの往年のヒット曲を歌い、ステージ終盤に『あゝモンテンルパの夜は更けて』は披露された。この曲を聞いた108名の収容者は、死刑が執行された戦犯たちの事を想い、またある者は日本への望郷の想いを胸に、皆感極まって涙し、最後には全員起立しての大合唱となった。作詞者の代田も、作曲者の伊藤も涙を流していた。
その後、この歌のヒットや渡辺はま子を始め、加賀尾秀忍ら関係者の努力が、当時のフィリピン政府当局を動かし、1953年（昭和28年）7月、すでに同曲をおさめたオルゴールを加賀尾から贈られていたフィリピン共和国大統領エルピディオ・キリノの独立記念日特赦によって、戦争犯罪者108名全員の日本への帰国が計られ、実現した。

## シングル収録曲
オリジナル盤SPレコード（ビクター V-40901）
1. あゝモンテンルパの夜は更けて
作詞：代田銀太郎、作曲：伊藤正康、編曲：加藤光男、歌：渡辺はま子、宇都美清、伴奏：ビクター・オーケストラ
2. この海越えて、雲越えて
作詞：佐伯孝夫、作曲・編曲：加藤光男、歌：草葉ひかる、伴奏：ビクター・オーケストラ

## 関連事項
- 横浜夢座公演『奇跡の歌姫 渡辺はま子』 歌手の渡辺はま子の生涯をもとにした創作劇
- 戦犯を救った望郷歌（外部リンク）
- トム・プロジェクト企画制作『モンテンルパ』加賀尾秀忍と渡辺はま子を軸に、モンテンルパ捕虜収容所の史実を描いた舞台劇（外部リンク）